# Aleš Gulič
Aleš Gulič, slovenski politik, poslanec, slavist, novinar, urednik in pedagog, * 5. marec 1954, Trbovlje.
Aleš Gulič, član Liberalne demokracije Slovenije od leta 2005, je bil leta 2004 izvoljen v Državni zbor Republike Slovenije; v tem mandatu je bil član naslednjih delovnih teles:
- Komisija po Zakonu o nezdružljivosti opravljanja javne funkcije s pridobitno dejavnostjo (predsednik),
- Komisija po Zakonu o preprečevanju korupcije,
- Odbor za delo, družino, socialne zadeve in invalide in
- Komisija za odnose s Slovenci v zamejstvu in po svetu.

Pahorjeva vlada ga je imenovala za direktorja Urada za verske skupnosti RS. Po volitvah ga je takoj zamenjala nova vlada Janeza Janše in na čelo urada imenovala Silvestra Gaberščka. Upokojen od 1. aprila 2013.
Na državnozborskih volitvah leta 2008 in  2011 je kandidiral na listi LDS, na volitvah 2014 na skupni listi Liste za Dolenjsko, LDS, in Pozitivne Slovenije, na volitvah 2018 pa na listi Levice. 